# Sant Agustí de Ceret
Sant Agustí de Ceret és una capella de la vila de Ceret, del terme comunal del mateix nom, a la comarca del Vallespir (Catalunya del Nord).
Està situada. En l'actualitat és una cambra més d'un habitacle privat.